# Jazz continentale
Il jazz continentale era un genere di musica che includeva le prime band di danza jazz europei nello swing medio, con l'esclusione della Gran Bretagna. Il genere fu generalmente praticato fino alla conclusione della seconda guerra mondiale. Quando il bebop divenne popolare, lo stile divenne più o meno obsoleto.

## Tendenze di risveglio
Negli anni '90 e 2000, alcuni gruppi del continente europeo hanno fatto rivivere questo stile. Il gruppo Paris Combo attinge a questo stile e ad altri.